# Bursa Cusana
De Bursa Cusana was van 1470 tot 1682 een burse (kosthuis) en beurs voor scholieren van de Latijnse school in Deventer die was opgericht met een nalatenschap van kardinaal Nicolaas van Cusa.

## Aanleiding

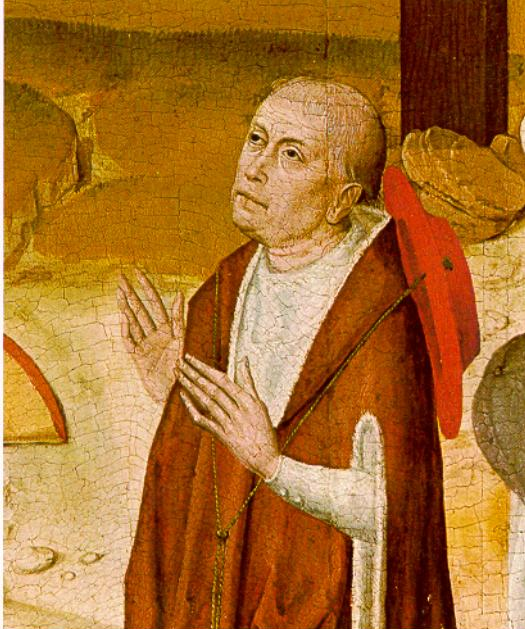
Nicolaas van Cusa

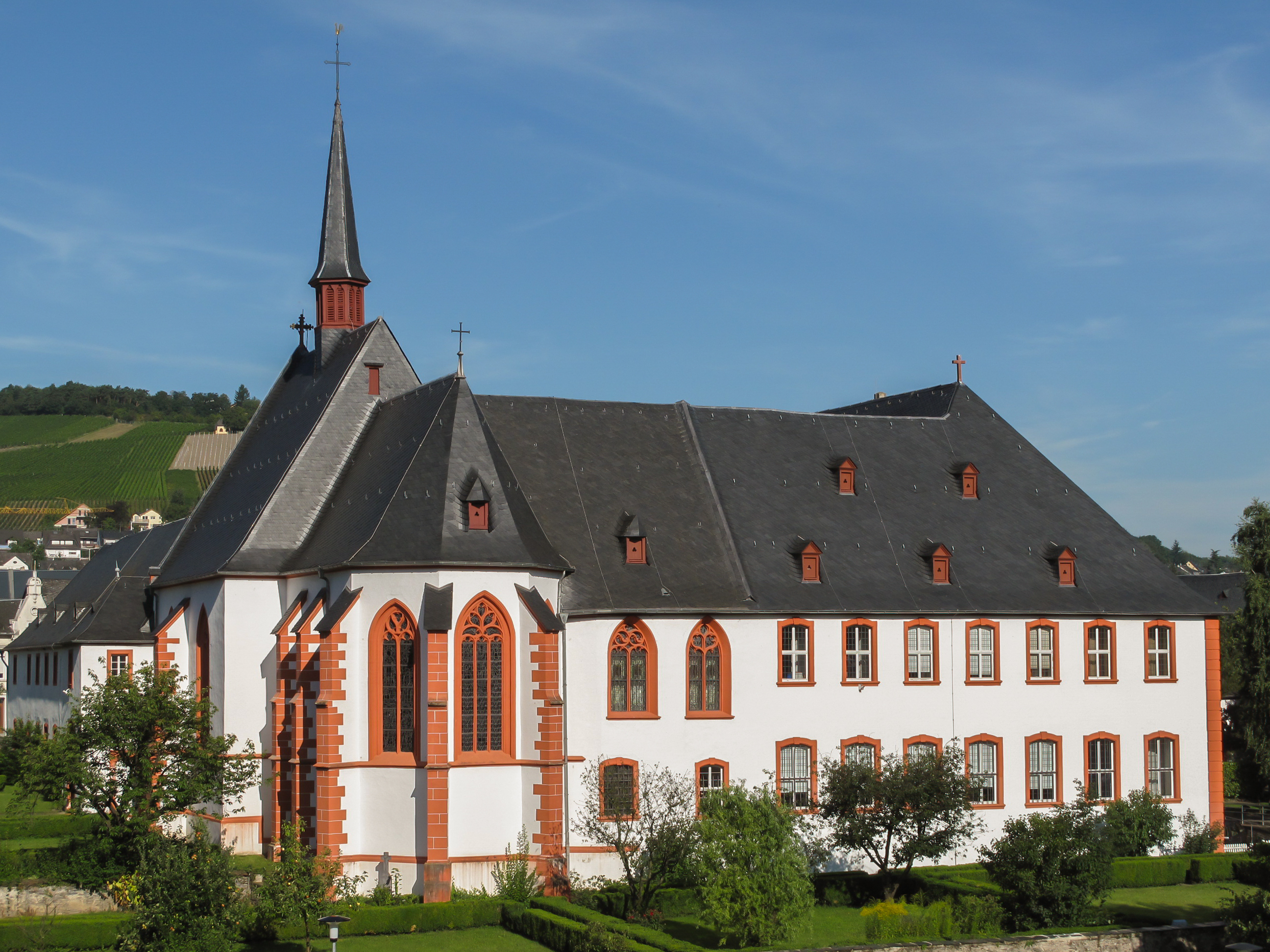
St. Nikolaus-Hospital of Cusanusstift in Kues

Van Cusa had in 1461 in zijn eerste testament laten opnemen 5000 Rijnse gulden achter te laten aan het St. Nikolaus-Hospital (Cusanusstift) in Kues. Van de rente van 200 gulden die dit bedrag opleverde, zouden twintig arme leerlingen in Neder-Duitsland dienen te worden ondersteund, elk zeven jaar lang met tien gulden. Vlak voor zijn sterven in 1464 werd in een nieuw testament nuance aangebracht in het rentebedrag door deze niet meer vast te zetten. Naast Neder-Duitsland (Alemannia inferior) werd geen specifieke plaats of school genoemd. Voor latere aannames dat Van Cusa zelf in Deventer had gestudeerd en de beurs als dank aan de stad werd teruggegeven, is geen bewijs. Van Cusa had als kardinaal wel een reis gemaakt door de regio, die als bakermat van de Moderne Devotie nog steeds bekendheid genoot, waarbij hij van 13 tot 20 augustus 1451 Deventer had bezocht.
Het is mogelijk dat hij bij zijn reis een goede indruk had gekregen van het onderwijs in de stad of regio of dat hij waardering had voor de Broeders van het Gemene Leven, en dat hij dit mondeling heeft doorgegeven. Het lijkt echter aannemelijk dat in de testamenten bewust geen specifieke plaats werd genoemd, en dat de visitatoren van het St. Nikolaus-Hospital na diens dood verantwoordelijk waren voor de specifieke keuze. Zij waren priors van kloosters in en bij Koblenz, een stad die geruime tijd banden op onderwijsgebied onderhield met de IJsselstad. Hierbij kwam het goed uit dat er in Deventer al vergelijkbare concepten bestonden; het Arme Fratershuis van de Broeders van het Gemene Leven werd als voorbeeld genomen voor het van de erfenis op te richten huis.

## Beurs en huis

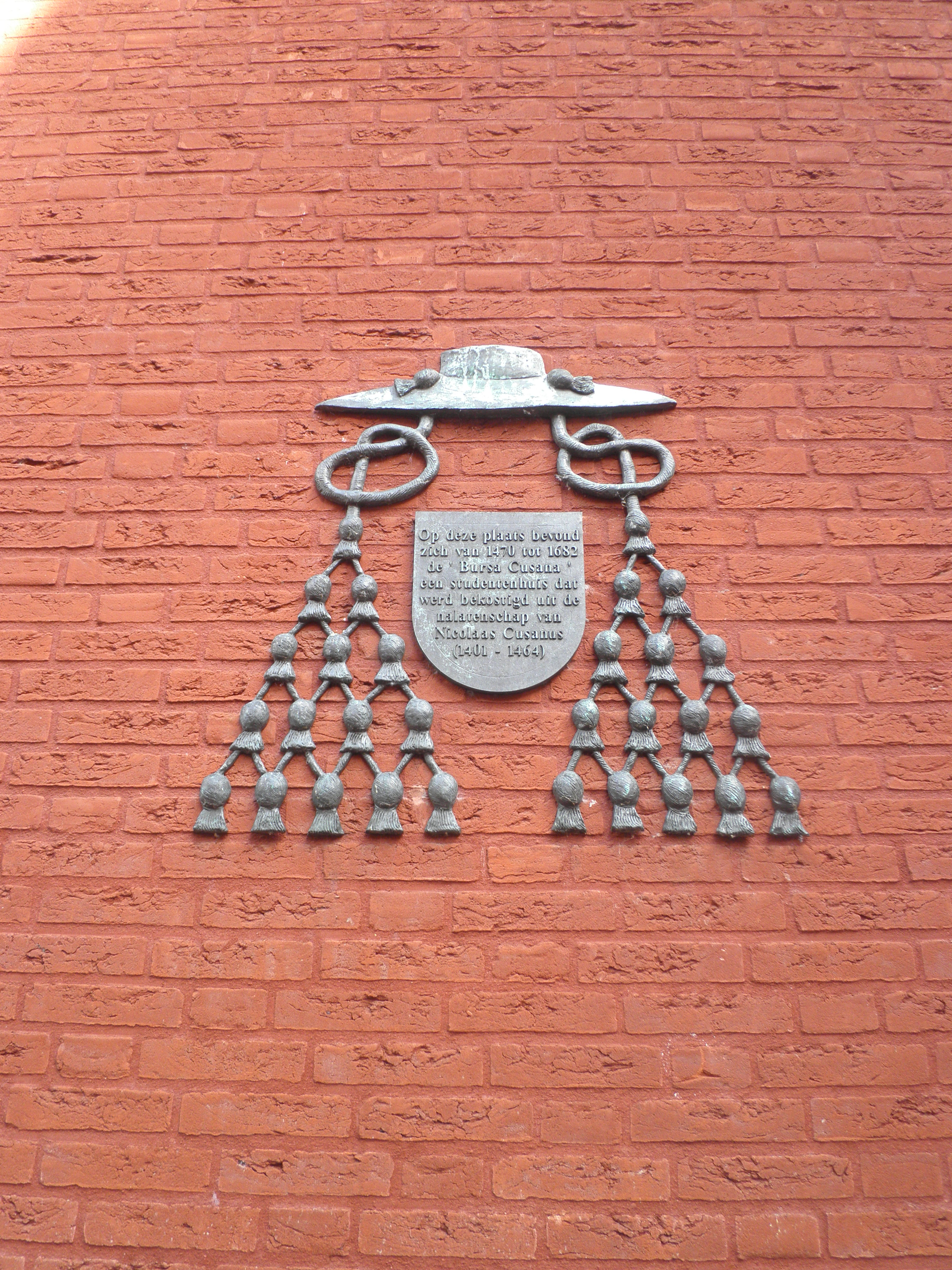
Gedenkteken aan de Bursa Cusana in de Bursestraat.

Op 29 juli 1469, vijf jaar na het overlijden van Van Cusa, schonk Theodor von Xanten, rector van het St. Nikolaus-Hospital, 4800 Rijnse gulden aan de stad Deventer, en daarnaast 200 gulden die gebruikt diende te worden voor de aankoop van passende huisvesting. Het huis bleef onder toezicht van de rector van de stichting in Kues staan. De voorwaarde was dat Deventer jaarlijks in drie termijnen 240 Rijnse guldens zou betalen aan de provisoren van het huis. In het jaar erna wordt dit scholierenhuis al genoemd, gelegen aan de steeg van de Assenstraat uitkomend op de Polstraat, die later de Bursesteeg genoemd werd. Hiermee had de Bursa Cusana vorm gekregen in een woning waar 20 scholieren overnachtten, aten en onderricht kregen van een huismeester. Volgens de statuten dienden de leerlingen ouder te zijn dan 12 jaar, waarvan de helft van de leerlingen uit Kues en omgeving moest komen, en de rest uit steden waar Van Cusa prebenden had ontvangen. Uiteindelijk werd vastgelegd dat Deventer zelf drie leerlingen een beurs mocht toewijzen.
In de begindagen had elke leerling een eigen kamer, waarnaast er nog voldoende ruimte was om het personeel onder te brengen. Het vastgestelde bedrag van het stipendium bleek in de praktijk te laag. Elke leerling diende daarom nog drie gulden bij te leggen voor het salaris van de magister. In 1566 had het gebouw naast 33 slaapplaatsen diverse eigen voorzieningen, zoals een bierbrouwerij en ruimtes en gereedschappen voor vlees- en zuivelverwerking. Boven de ingang bevond zich een beeld van Sint Nicolaas en het wapen van de erflater. De statuten schreven voor dat de jongens altijd in het huis dienden te verblijven, tenzij er bijvoorbeeld een oorlog woedde of er een grote pestuitbraak was in de stad. De huisrector moest toestemming geven als de leerlingen elders wilden eten en er waren kledingvoorschriften.

## Relatie Kues en Deventer
Door de jaren heen was er meerdere malen onenigheid tussen het St. Nikolaus-Hospital en het Deventer stadsbestuur. In 1491 had Deventer geweigerd de rente uit te betalen aan het tehuis, waarop het na aankaarting van het Cusanusstift een brief ontving van Paus Innocentius VIII met de dringende opdracht het bedrag alsnog uit te keren. In februari 1578 keerden de scholieren terug naar Deventer, nadat ze kort waren uitgeweken in verband met de pest. Hierop was de rente, volgens de statuten, direct aan de rector in Kues betaald die het aan scholieren elders besteedde. Schermend met de statuten en met het oog op het Beleg van Deventer probeerde de betreffende rector in dat jaar de beurs naar Andernach of Emmerik te verplaatsen, en in 1581 opnieuw. Deventer weigerde hier echter aan toe te geven. In 1624, na de reformatie, werd vanuit Kues middels een brief gevraagd de stipendia terug te betalen met de volledige Cusabeurs. Volgens het St. Nikolaus-Hospital werd de erfenis niet meer uitgegeven volgens de oorspronkelijke wens van de kardinaal. Ook hieraan gaf de stad geen gehoor; een dag na het beantwoorden van de brief besloot het schoolbestuur zelfs dat Roomse jongens geen aanspraak meer maakten op de beurs.

## Nadagen
In 1637 werd de beurs samengevoegd met de veel jongere Bursa Boedekeriana, die oorspronkelijk was opgesteld voor arme leerlingen die aan het Athenaeum Illustre studeerden. In 1682 werd de beurs in deze vorm opgeheven, maar werd het bedrag contant uitgekeerd. De leerlingen van de Latijnse school die aanspraak maakten kregen in deze tijd in principe 50 gulden. Vanaf 1795 waren er nog vijf jongens die dit bedrag ontvingen. Het gebouw diende na de opheffing tot 1818 als woonruimte voor de rector van de Latijnse school, en werd in 1866 afgebroken. De omliggende bebouwing is bij een bombardement in de Tweede Wereldoorlog verwoest. De Bursestraat die bij de wederopbouw ontstond heeft een andere opzet dan de oorspronkelijke Bursesteeg. 